# Вонле, Ноа
Ноа Вонле (англ. Noah Vonleh; род. 24 августа 1995 года, Хейверилл, штат Массачусетс, США) — американский баскетболист, выступающий за китайский клуб «Шанхай Шаркс». Во время студенческой карьеры играл за команду Индианского университета «Индиана Хузерс».

## Выступление за университет
В своём дебютном сезоне в баскетбольной команде университета Индиана «Хузерс» Вонле был включён в третью сборную всех звёзд конференции Big Ten и в сборную новичков, а также был назван новичком года. За 30 игр сезона он в среднем набирал за игру 11,3 очка, делал 9 подборов и 1,4 блок-шота.
Проведя всего один год в университете, Вонле 3 апреля 2014 года объявил, что не будет продолжать обучение и выставит свою кандидатуру на драфт НБА.

## Профессиональная карьера

### Шарлотт Хорнетс (2014—2015)
26 июня 2014 года Вонле был выбран под 9 номером на драфте НБА 2014 года клубом «Шарлотт Хорнетс» и 25 июля он подписал контракт с командой. 2 сентября он перенёс операцию по удалению грыжи и выбыл с тренировочного процесса на срок от шести до восьми недель. После того, как он вернулся в «Хорнетс», он отыграл четыре игры за команду и 28 декабря был переведён в фарм-клуб из Лиги развития НБА «Форт-Уэйн Мэд Энтс». Там он провёл две игры, и 31 декабря его отозвали обратно в основную команду.

### Портленд Трэйл Блэйзерс (2015—2018)
25 июня 2015 года «Портленд Трэйл Блэйзерс» обменял лёгкого форварда Николя Батюма в «Шарлотт Хорнетс» на защитника Джеральда Хендерсона и тяжёлого форварда Ноа Вонле. 30 сентября «Трэйл Блэйзерс» использовали своё право продлить контракт Вонле и подписали его до конца сезона 2016/17 годов. 15 ноября 2015 года Воа впервые в своей карьере вышел в стартовом составе, который проходил против его бывшей команды «Шарлотт Хорнетс». За 24 минуты на паркете он набрал 9 очков и сделал 6 подборов. 23 января 2016 года в игре против Лос-Анджелес Лейкерс он набрал рекордные для себя в этом сезоне 11 очков. В конце мая Вонле уступил место в стартовом составе Морису Харклессу.

### Чикаго Буллз (2018)
8 февраля 2018 года Вонле обменяли в «Чикаго Буллз» на права на Милована Раковича.

### Нью-Йорк Никс (2018—2019)
24 июля 2018 года Вонле подписал контракт с «Нью-Йорк Никс».

### Миннесота Тимбервулвз (2019—2020)
8 июля 2019 года Вонле подписал контракт с «Миннесотой Тимбервулвз».

### Денвер Наггетс (2020)
5 февраля 2020 года «Тимбервулвз» обменяли Вонле в «Денвер Наггетс» в рамках сделки с участием четырех команд.
27 ноября 2020 года Вонле подписал контракт с «Чикаго Буллз». 14 декабря он был отчислен «Буллз».

### Бруклин Нетс (2021)
8 февраля 2021 года Вонле подписал контракт с «Бруклин Нетс». Он сыграл четыре матча за «Нетс», после чего был отчислен.

### Шанхай Шаркс (2021—2022)
18 сентября 2021 года Вонле подписал контракт с «Шанхай Шаркс» из Китайской баскетбольной ассоциации.

### Бостон Селтикс (2022—2023)
2 августа 2022 года Вонле подписал с «Бостон Селтикс» негарантированный однолетний контракт.
15 октября 2022 года появились сообщения, подтверждающие, что Вонле получил место в составе «Селтикс» на регулярный сезон 2022/23.
5 января 2023 года Вонле вместе с денежной компенсацией был обменян в «Сан-Антонио Спёрс». Таким образом, «Селтикс» сэкономили 7,15 млн долларов с учетом налога на роскошь. Позже «Спёрс» отчислили игрока.

### Шанхай Шаркс (2023—настоящее время)
17 августа 2023 года Вонле подписал контракт с китайским клубом «Шанхай Шаркс».

## Личная жизнь
Вонле — сын Самуэля Вонле и Ренелл Кумех. Кроме него, в семье было ещё два ребёнка. Его дед, Вождь Блахсу Вонле, был верховным вождём графства Нимба в Либерии с 1920 до своей смерти в 1947 году.

## Статистика

### Статистика в НБА
| Сезон                                                                                    | Команда   | Регулярный сезон | Регулярный сезон | Регулярный сезон | Регулярный сезон | Регулярный сезон | Регулярный сезон | Регулярный сезон | Регулярный сезон | Регулярный сезон | Регулярный сезон | Регулярный сезон | Серия плей-офф | Серия плей-офф | Серия плей-офф | Серия плей-офф | Серия плей-офф | Серия плей-офф | Серия плей-офф | Серия плей-офф | Серия плей-офф | Серия плей-офф | Серия плей-офф |
| Сезон                                                                                    | Команда   | GP               | GS               | MPG              | FG%              | 3P%              | FT%              | RPG              | APG              | SPG              | BPG              | PPG              | GP             | GS             | MPG            | FG%            | 3P%            | FT%            | RPG            | APG            | SPG            | BPG            | PPG            |
| ---------------------------------------------------------------------------------------- | --------- | ---------------- | ---------------- | ---------------- | ---------------- | ---------------- | ---------------- | ---------------- | ---------------- | ---------------- | ---------------- | ---------------- | -------------- | -------------- | -------------- | -------------- | -------------- | -------------- | -------------- | -------------- | -------------- | -------------- | -------------- |
| 2014/15                                                                                  | Шарлотт   | 25               | 0                | 10,3             | 39,5             | 38,5             | 69,2             | 3,4              | 0,2              | 0,2              | 0,4              | 3,3              | Не участвовал  | Не участвовал  | Не участвовал  | Не участвовал  | Не участвовал  | Не участвовал  | Не участвовал  | Не участвовал  | Не участвовал  | Не участвовал  | Не участвовал  |
| 2015/16                                                                                  | Портленд  | 78               | 56               | 15,0             | 42,1             | 23,9             | 74,5             | 3,9              | 0,4              | 0,3              | 0,3              | 3,6              | 6              | 0              | 2,0            | 0,0            | -              | -              | 0,7            | 0,3            | 0,3            | 0,0            | 0,0            |
| 2016/17                                                                                  | Портленд  | 74               | 41               | 17,1             | 48,1             | 35,0             | 63,8             | 5,2              | 0,4              | 0,4              | 0,4              | 4,4              | 4              | 2              | 25,1           | 44,4           | -              | 40,0           | 7,3            | 2,0            | 0,3            | 1,0            | 4,5            |
| 2017/18                                                                                  | Портленд  | 33               | 12               | 14,4             | 49,0             | 33,3             | 74,2             | 5,1              | 0,4              | 0,2              | 0,3              | 3,6              | Не участвовал  | Не участвовал  | Не участвовал  | Не участвовал  | Не участвовал  | Не участвовал  | Не участвовал  | Не участвовал  | Не участвовал  | Не участвовал  | Не участвовал  |
| 2017/18                                                                                  | Чикаго    | 21               | 4                | 19,0             | 41,3             | 30,0             | 48,1             | 6,9              | 1,0              | 0,6              | 0,3              | 6,9              | Не участвовал  | Не участвовал  | Не участвовал  | Не участвовал  | Не участвовал  | Не участвовал  | Не участвовал  | Не участвовал  | Не участвовал  | Не участвовал  | Не участвовал  |
| 2018/19                                                                                  | Нью-Йорк  | 68               | 57               | 25,3             | 47,0             | 33,6             | 71,2             | 7,8              | 1,9              | 0,7              | 0,8              | 8,4              | Не участвовал  | Не участвовал  | Не участвовал  | Не участвовал  | Не участвовал  | Не участвовал  | Не участвовал  | Не участвовал  | Не участвовал  | Не участвовал  | Не участвовал  |
| 2019/20                                                                                  | Миннесота | 29               | 1                | 12,0             | 54,7             | 14,3             | 82,1             | 4,0              | 0,9              | 0,4              | 0,2              | 4,1              | Не участвовал  | Не участвовал  | Не участвовал  | Не участвовал  | Не участвовал  | Не участвовал  | Не участвовал  | Не участвовал  | Не участвовал  | Не участвовал  | Не участвовал  |
| 2019/20                                                                                  | Денвер    | 7                | 0                | 4,3              | 83,3             | 100,0            | 50,0             | 1,1              | 0,3              | 0,0              | 0,0              | 1,9              | 1              | 0              | 3,1            | 0,0            | -              | -              | 0,0            | 0,0            | 0,0            | 0,0            | 0,0            |
| 2020/21                                                                                  | Бруклин   | 4                | 0                | 2,7              | 0,0              | 0,0              | -                | 0,3              | 0,3              | 0,0              | 0,0              | 0,0              | Не участвовал  | Не участвовал  | Не участвовал  | Не участвовал  | Не участвовал  | Не участвовал  | Не участвовал  | Не участвовал  | Не участвовал  | Не участвовал  | Не участвовал  |
| 2022/23                                                                                  | Бостон    | 23               | 1                | 7,4              | 45,8             | 25,0             | 100,0            | 2,1              | 0,3              | 0,1              | 0,3              | 1,1              | Не участвовал  | Не участвовал  | Не участвовал  | Не участвовал  | Не участвовал  | Не участвовал  | Не участвовал  | Не участвовал  | Не участвовал  | Не участвовал  | Не участвовал  |
|                                                                                          | Всего     | 362              | 172              | 16,2             | 45,9             | 30,7             | 69,2             | 4,9              | 0,7              | 0,4              | 0,4              | 4,7              | 11             | 2              | 10,5           | 36,4           | -              | 40,0           | 3,0            | 0,9            | 0,3            | 0,4            | 1,6            |
| Наведите курсор мыши на аббревиатуры в заголовке таблицы, чтобы прочесть их расшифровку. |           |                  |                  |                  |                  |                  |                  |                  |                  |                  |                  |                  |                |                |                |                |                |                |                |                |                |                |                |

### Статистика в Джи-Лиге
| Сезон                                                                                    | Команда            | Регулярный сезон | Регулярный сезон | Регулярный сезон | Регулярный сезон | Регулярный сезон | Регулярный сезон | Регулярный сезон | Регулярный сезон | Регулярный сезон | Регулярный сезон | Регулярный сезон | Серия плей-офф | Серия плей-офф | Серия плей-офф | Серия плей-офф | Серия плей-офф | Серия плей-офф | Серия плей-офф | Серия плей-офф | Серия плей-офф | Серия плей-офф | Серия плей-офф |
| Сезон                                                                                    | Команда            | GP               | GS               | MPG              | FG%              | 3P%              | FT%              | RPG              | APG              | SPG              | BPG              | PPG              | GP             | GS             | MPG            | FG%            | 3P%            | FT%            | RPG            | APG            | SPG            | BPG            | PPG            |
| ---------------------------------------------------------------------------------------- | ------------------ | ---------------- | ---------------- | ---------------- | ---------------- | ---------------- | ---------------- | ---------------- | ---------------- | ---------------- | ---------------- | ---------------- | -------------- | -------------- | -------------- | -------------- | -------------- | -------------- | -------------- | -------------- | -------------- | -------------- | -------------- |
| 2014/15                                                                                  | Форт-Уэйн Мэд Энтс | 2                | 0                | 13,4             | 35,3             | 66,7             | 0,0              | 4,5              | 0,5              | 1,5              | 1,0              | 7,0              | Не участвовал  | Не участвовал  | Не участвовал  | Не участвовал  | Не участвовал  | Не участвовал  | Не участвовал  | Не участвовал  | Не участвовал  | Не участвовал  | Не участвовал  |
|                                                                                          | Всего              | 2                | 0                | 13,4             | 35,3             | 66,7             | 0,0              | 4,5              | 0,5              | 1,5              | 1,0              | 7,0              | Не участвовал  | Не участвовал  | Не участвовал  | Не участвовал  | Не участвовал  | Не участвовал  | Не участвовал  | Не участвовал  | Не участвовал  | Не участвовал  | Не участвовал  |
| Наведите курсор мыши на аббревиатуры в заголовке таблицы, чтобы прочесть их расшифровку. |                    |                  |                  |                  |                  |                  |                  |                  |                  |                  |                  |                  |                |                |                |                |                |                |                |                |                |                |                |

### Статистика в колледже
| Сезон                                                                                   | Команда | GP | GS | MPG  | FG%  | 3P%  | FT%  | RPG | APG | SPG | BPG | PPG  |  |
| --------------------------------------------------------------------------------------- | ------- | -- | -- | ---- | ---- | ---- | ---- | --- | --- | --- | --- | ---- |  |
| 2013/14                                                                                 | Индиана | 30 | 29 | 26,5 | 52,3 | 48,5 | 71,6 | 9,0 | 0,6 | 0,9 | 1,4 | 11,3 |  |
|                                                                                         | Всего   | 30 | 29 | 26,5 | 52,3 | 48,5 | 71,6 | 9,0 | 0,6 | 0,9 | 1,4 | 11,3 |  |
| Наведите курсор мыши на аббревиатуры в заголовке таблицы, чтобы прочесть их расшифровку |         |    |    |      |      |      |      |     |     |     |     |      |  |